# Verteidigungsgerätenorm
Verteidigungsgerätenormen sind Normen über wehrtechnische Geräte und Systeme, die früher vom Bundesamt für Wehrtechnik und Beschaffung, heute von dessen Nachfolger, dem Bundesamt für Ausrüstung, Informationstechnik und Nutzung der Bundeswehr herausgegeben werden, ähnlich den vom US-amerikanischen Verteidigungsministerium herausgegebenen MIL-Standards. Sie werden in deutscher und englischer Sprache herausgegeben. Während MIL-Standards kostenfrei über das Internet verfügbar sind, müssen Verteidigungsgerätenormen kostenpflichtig über den Beuth-Verlag bezogen werden.
Um Beschaffungskosten zu sparen, werden Verteidigungsgerätenormen heute nur noch eingesetzt, wo zivile Normen nicht ausreichen. In der Vergangenheit ist der Inhalt von Verteidigungsgerätenormen häufig in zivile Normen eingeflossen, da diese in Abstimmung mit zivilen Normungsgremien entwickelt werden.
Beispiele sind in gelistet. Ein Schwerpunkt der Normung liegt auf dem Gebiet der Elektromagnetischen Verträglichkeit.